# 平壤醫學大學
平壤醫學大學（朝鲜语：／）位於朝鮮民主主義人民共和國平壤市中區，前身是日治時代于1929年建立的平壤醫學專門學校，1946年10月改为金日成綜合大學一部分。1948年9月金日成綜合大學醫學相關學科独立为平壤醫學大學，是朝鮮最知名的医学院校之一。
建校初期，大学只有3个系，已经成为拥有临床医学系、基础医学系、高丽医学系、卫生学系、口腔学系、药学系和90多个教研室、临床医学研究所、基础医学研究所、遗传医学研究所、病毒研究所的医学技术综合基地。
平壤醫學大學附属医院有30多个专科、20多个辅助诊断治疗科、药房，供学生实习。学生还到高丽医学科学院、平壤妇产医院、保健省皮肤病预防院、保健省口腔综合医院等实习。大学还拥有平壤制药厂、药草农场。生产虎骨酒、熊胆酒、熊胆、安宫牛黄丸、宫归妇人丸、益母草膏、阳春参鹿、朝鲜高丽参制品等。

## 中國大陸留學生
中國大陸中日友好醫院針灸科主任白玉蘭教授1966年畢業於該校中西結合系。